# US Avellino 1912
Az US Avellino 1912 olasz labdarúgócsapat. A 2012–13-as idényben megnyerte a harmadosztály B csoportját, így két szezont követően visszajutott a második vonalba.

## Ismertebb játékosok
- Adriano Lombardi
- Stefano Colantuono
- Matteo Contini
- Tomas Danilevičius
- Fernando De Napoli
- Ramón Díaz
- Dirceu
- Vitali Kutuzov
- Fabio Pecchia
- Fabrizio Ravanelli
- Walter Schachner
- Vittorio Tosto
- Juary
- Geronimo Barbadillo
- Salvatore Bagni
- Beniamino Vignola
- Stefano Tacconi
- Luciano Favero
- Giampietro Tagliaferri
- Mario Piga
- Batista
- Níkosz Anasztópulosz
- Julio César de León
- Kenesei Krisztián

## Ismertebb edzők
- Zbigniew Boniek
- Francesco Graziani
- Tomislav Ivić
- Giuseppe Papadopulo
- Nedo Sonetti

## Sikerek
- Serie C1
  - Győztes: 2003, 2013
  - Ezüstérmes: 1995, 2005, 2007

## Külső hivatkozások
- A klub hivatalos honlapja Archiválva 2012. december 7-i dátummal a Wayback Machine-ben
- Nem hivatalos honlap